# Mount Airy (Georgia)
Mount Airy è una città degli Stati Uniti d'America, situata in Georgia, nella Contea di Habersham.